# Denis Dimitrov
Denis Dimitrov (né le 10 février 1994) est un athlète bulgare, spécialiste du 100 m.

## Carrière
Le 15 juin 2013, il réalise 10 s 16, record national junior, lors des Championnats bulgares à Pravets et il remporte la médaille d'argent lors des Championnats d'Europe juniors à Rieti le mois suivant, derrière Chijindu Ujah et devant Robert Polkowski. Il devient médaille d'argent, à 1/100e du vainqueur Giovanni Galbieri, lors des Championnats d'Europe espoirs d'athlétisme 2015 à Tallinn en 10 s 34.

## Palmarès
| Date | Compétition                       | Lieu         | Résultat | Épreuve   | Temps   |
| ---- | --------------------------------- | ------------ | -------- | --------- | ------- |
| 2013 | Championnats d'Europe juniors     | Rieti        | 2e       | 100 m     | 10 s 46 |
| 2013 | Championnats d'Europe juniors     | Rieti        | 7e       | 200 m     | 21 s 36 |
| 2014 | Championnats des Balkans          | Pitești      | 14e      | 100 m     | 10 s 55 |
| 2015 | Championnats d'Europe par équipes | Stara Zagora | 1er      | 100 m     | 10 s 34 |
| 2015 | Championnats d'Europe par équipes | Stara Zagora | 1er      | 200 m     | 21 s 38 |
| 2015 | Championnats d'Europe par équipes | Stara Zagora | 3e       | 4 x 100 m | 40 s 62 |
| 2015 | Championnats d'Europe espoirs     | Tallinn      | 2e       | 100 m     | 10 s 34 |
| 2016 | Championnats des Balkans          | Pitești      | 3e       | 100 m     | 10 s 47 |
| 2017 | Championnats des Balkans          | Novi Pazar   | 3e       | 100 m     | 10 s 40 |
| 2018 | Championnats des Balkans en salle | Istanbul     | 4e       | 60 m      | 6 s 85  |
| 2018 | Championnats des Balkans          | Stara Zagora | 2e       | 100 m     | 10 s 37 |

## Records
| Épreuve | Temps              | Lieu    | Date            |
| ------- | ------------------ | ------- | --------------- |
| 60 m    | 6 s 65             | Prague  | 7 mars 2015     |
| 100 m   | 10 s 16 (+1,5 m/s) | Pravets | 15 juin 2013    |
| 200 m   | 21 s 03 (+1,5 m/s) | Rieti   | 20 juillet 2013 |